# Капитан Смоллетт
Капитан Александр Смоллетт (англ. Captain Alexander Smollett) — один из главных действующих персонажей романа Роберта Льюиса Стивенсона «Остров сокровищ». Также является персонажем многочисленных фильмов, снятых на основе романа.
Возможным прототипом капитана мог послужить знаменитый шотландский писатель, автор плутовских романов на морскую тематику Тобайас Смоллетт, в молодости плававший на британском флоте врачом (предположительно образы всех остальных основных персонажей книги также имеют реальных прототипов).

## Описание
Сначала он предстаёт перед читателем как строгий, ожесточённый человек, который во всём находит недостатки и никогда не бывает доволен. При этом он опытный моряк, отлично знающий своё дело. Он одержим своим долгом и ожидает, что все его приказы будут выполняться в точности. На острове показал себя прекрасным руководителем. Во время боя за форт получил два огнестрельных ранения, одно от боцмана Джоба Эндерсона, второе — от пирата Джорджа Мэрри. По возвращении в Англию, получив свою долю сокровищ, оставил морское дело.
Смоллетт является самым неразговорчивым персонажем в романе. В своей неразговорчивости он выступает антагонистом «самому очаровательному и сладкоречивому (англ. silver-tongued, дословно — «с серебряным языком») говоруну в „Острове сокровищ“» — Джону Сильверу. Смоллетт «говорил только тогда, когда к нему обращались, отвечал резко, коротко и сухо, и ни слова впустую» и считал немногословие своим достоинством.

## Исполнители
- Остров сокровищ (фильм, 1920) — Гарри Холден
- Остров сокровищ (фильм, 1934) — Льюис Стоун
- Остров сокровищ (фильм, 1937) — Анатолий Быков
- Остров сокровищ (фильм, 1950) — Бэзил Сидни
- Остров сокровищ (фильм, 1971) — Юозас Урманавичюс
- Остров сокровищ (фильм, 1972) — Рик Батталья
- Остров сокровищ (телесериал, 1977) — Ричард Бил[англ.]
- Остров сокровищ (фильм, 1982) — Константин Григорьев
- Остров сокровищ в космосе — Клаус Лёвич
- Остров сокровищ (мультфильм, 1988) — Виктор Андриенко
- Остров сокровищ (фильм, 1990) — Клайв Вуд[англ.][3]
- Остров сокровищ (фильм, 1999) — Малькольм Стоддард[англ.]
- Пираты Острова Сокровищ — Джеймс Феррис
- Остров сокровищ (фильм, 2012) — Филип Гленистер[4][5]